# ルートヴィヒ・アルムブルスター
ルートヴィヒ・アルムブルスター（独: Ludvík Armbruster、1928年5月16日 - 2021年12月18日）は、オーストリア国籍を持つチェコ人のカトリック（イエズス会）司祭、哲学者。プラハ生まれ。プラハ・カレル大学神学部名誉教授、上智大学名誉教授。

## 経歴・人物
1928年、プラハで祖父がオーストリアの出自を持つ家系に生まれた。1934年から1939年、プラハのヌスレ地区の改革的小学校で学ぶ。1939年から1947年、プラハのヴィシェフラド地区の国立総合高等学校で学び、卒業後にイエズス会、チェコ分会に入会する。チェコの巡礼地でもあるヴェレフラットで2年間進学準備をした後、ジェチーン市のイエズス会哲学・社会学学校で哲学を学んだ。1950年、チェコの州のイエズス会士は宗教上の理由によりボホスドフに強制送還され抑留されたが、アルムブルスターはオーストリア系の出自であったために、抑留を解かれて出国が認められた。
1952年、ローマのグレゴリアン大学哲学科を卒業。ローマで日本での伝道の命を受け、来日することになる。来日後は横須賀市で日本語を2年間勉強した後、上智大学でヨハネス・ジーメスに師事して哲学研究を深めた。その後欧州へ戻り、4年間ドイツのフランクフルトにあるザンクト・ゲオルゲン哲学・神学大学で学び、1960年、ヤスパースに関する研究で神学博士号を取得した。1959年に叙階し、司祭となった。 
1961年に再び来日。1962年4月から上智大学文学部哲学科講師となり、助教授を経て1969年から1999年まで教授を務めた。カントからヘーゲルまでのさまざまなテキストを使用して、ドイツ観念論を詳細な哲学史的背景とともに教授した。1975から1983年には、上智大学図書館長をつとめ、1984年に開館した上智大学中央図書館の建設に尽力した。1965年から1970年、東京神学校校長。1989年から定期的にチェコを訪問し、チェコのイエズス会と神学大学の復興のために尽力した。
1999年にチェコの故郷へ帰国。2003年から2010年、プラハ・カレル大学神学部学部長を務めた。また、プラハ聖イグナチオ教会司祭。
2021年12月18日に死去した。93歳没。2022年3月24日、カトリック麹町 聖イグナチオ教会主聖堂にて追悼ミサ・告別式が行われた。

## 受賞・栄典
- 2006年：オーストリアの科学・芸術名誉十字章勲一等を叙勲。上智大学での大学図書館建築への貢献（建築分野）、ならびに日本とオーストリア、チェコの交流への貢献に対して。
- 2008年10月28日：チェコ大統領ヴァーツラフ・クラウスにより、教育分野のチェコ国家功労勲章が授与された。

## 研究内容・業績
- イマヌエル・カントおよびヘーゲルを初めとするドイツ観念論、現象学、実存主義を研究テーマとした。
- アルムブルスターの思想は、キリスト教とは異質な宗教的環境で過ごしたことを特徴としている。彼の哲学的見解は、戦後日本に対するアクチュアルな問いかけへの回答であり、近代ヨーロッパ思想との媒介を行うことが、上智大学での彼の課題であった。
- 上智大学で教えたその門下生には、山脇直司（東京大学教授）、大橋容一郎（上智大学教授）、柿木伸之（広島市立大学准教授）らがいる。学生の記憶に残る教師であったようである[注 2]。

## 著作
- Objekt und Transzendenz bei Jaspers : sein Gegenstandsbegriff und die Möglichkeit der Metaphysik、Innsbruck、1957年
- マルティン・ハイデッガー『技術論』（共訳）理想社、1965年
- 「体制と反体制 : その人間学的一考察」『ソフィア : 西洋文化ならびに東西文化交流の研究』第20巻第1号、上智大学、1971年、3-17頁、CRID 1050564289103748736、ISSN 04896432。
- 「もてあそばれた暴力--現代における権力の正当性」『自由』13-10、1971年
- 「制度とユートピア--人間学の断片」『哲学雑誌』哲学会編 86、1971年
- 「社会制度と意識の構造--人間疎外に対する楽観的疑問」『世紀』280、1973年
- 「解存的実存と歴史--歴史哲学の原点」『理想』491、1974年
- 「超越と内在の「間」」『講座 哲学 第1巻 哲学の基本概念』東京大学出版会、1988年
- 『大ハプスブルク帝国 その光と影』（共編）南窓社、1994年
- カントにおける「根源悪」『現代思想』22-4、1994年
- アルムブルスター L（著）、日本哲学会（編）「哲学と宗教 キリスト教を中心に」『哲学』第45巻、日本哲学会、1995年4月、1-13頁、doi:10.11439/philosophy1952.1995.1。
- 「シェリングの哲学とキリスト教」、『シェリング年報』4、1996年
- 「理想と実存--シェリングの後期哲学を通じて見たる」、『哲学論集』28、1999年
- 『黄金のプラハから来たイエズス会士』ルドヴィーク・アルムブルスター 著、（羽生真名 訳）、教友社刊、2015年